# 采桑格
采桑格（法語：Zaessingue，法語發音：[tsɛsɛ̃ɡ]）是法国上莱茵省的一个市镇，属于米卢斯区。

## 地理
采桑格（47°37'23"N, 7°22'1"E）面积4.99 平方千米，位于法国大東部大區上莱茵省，该省份为法国东部内陆省份，是阿尔萨斯的一部分，今与下莱茵省组成了阿尔萨斯欧洲集体，其北临下莱茵省，西接孚日省，西南接贝尔福地区省，东侧沿莱茵河与德国相望，南与瑞士接壤。
与采桑格接壤的市镇（或旧市镇、城区）包括：克灿格、朗特兹维莱、瓦尔巴克、弗朗康、热坦让、埃尔夫朗特兹基尔克、马格斯塔莱奥。

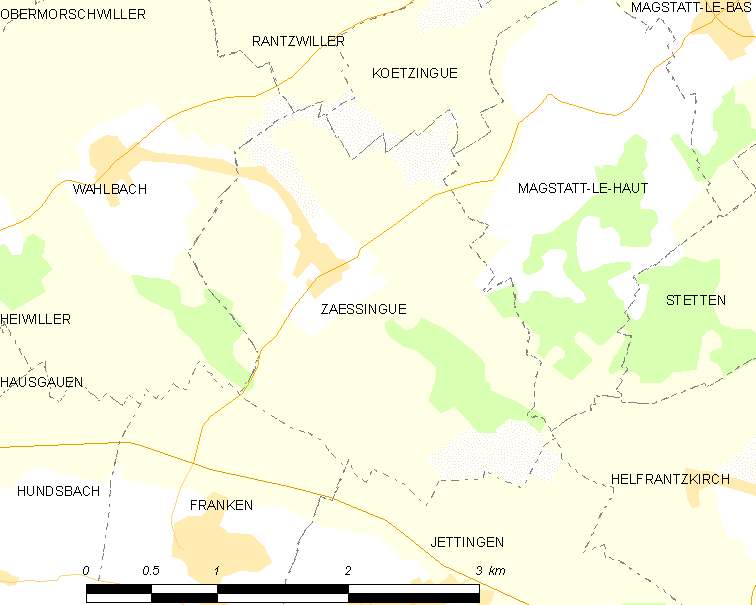
采桑格的OSM定位图

采桑格的时区为UTC+01:00、UTC+02:00（夏令时）。

## 行政
采桑格的邮政编码为68130，INSEE市镇编码为68382。

## 政治
采桑格所属的省级选区为布伦什塔特县。

## 人口

1962-2008年间采桑格人口变化图示

采桑格于2022年1月1日时的人口数量为380人。